# Ochrus grammoderus
Ochrus grammoderus är en skalbaggsart som beskrevs av Lacordaire 1869. Ochrus grammoderus ingår i släktet Ochrus och familjen långhorningar.
Artens utbredningsområde är Surinam. Inga underarter finns listade i Catalogue of Life.